# The Back Best
『The Back Best』（ザ・バック・ベスト）は、柴咲コウのベスト・アルバム。2008年3月12日に、ユニバーサルミュージックから発売。

## 解説
- 『Single Best』との2作同時発売。こちらは、カップリング曲とアルバム曲から選んだ、いわゆる「裏ベスト・アルバム」[1]。
- 『Single Best』と同様、曲順の選考とジャケット写真には柴咲自身が関わっている上、柴咲が思い入れのある選曲となっている[2]。
- 初回限定盤は「色恋粉雪」のPVが収録されたDVD付き。

## 収録曲
1. memory pocket-メモポケ-
8thシングル「Sweet Mom」のカップリング曲。
2. 風の果て - RUI名義
2ndシングル「月のしずく」のカップリング曲。アルバム初収録。
3. 浮雲
3rdシングル「眠レナイ夜ハ眠ラナイ夢ヲ」のカップリング曲。
4. graybee
2ndアルバム『ひとりあそび』収録曲。
5. one's heart
10thシングル「invitation」のカップリング曲。アルバム初収録。
6. 色恋粉雪
7thシングル「Glitter」のカップリング曲。アルバム初収録。
7. 帰り道
6thシングル「かたち あるもの」のカップリング曲。アルバム初収録。
8. 忽忘草 （new vocal）
4thシングル「思い出だけではつらすぎる」のカップリング曲。本作品では表記されていないがヴォーカルの録り直しがなされている。
9. interference
9thシングル「影」のカップリング曲。
10. 泪月-oboro- - RUI名義
2ndシングル「月のしずく」のカップリング曲。アルバム初収録。シングルと比べてアウトロが少し長い。
11. 漆黒、十五夜
2ndアルバム『ひとりあそび』収録曲。
12. 忘却
1stアルバム『蜜』収録曲。
13. no fear
1stシングル「Trust my feelings」のカップリング曲。アルバム初収録。
14. 分身
11thシングル「actuality」（通常盤）のカップリング曲。
15. 小さな部屋
通常盤のみ収録となるボーナストラック。ライヴにて先行発表があった曲であり、元々は2ndアルバム『ひとりあそび』に収録予定であった。